# Río Hondo
El río Hondo es un río de América Central que tiene una longitud aproximada de 209 kilómetros y su dirección predominante es hacia el noreste, desembocando en la bahía de Chetumal en el mar Caribe. La mayor parte de su curso (115 km) marca la frontera entre Belice y México.
El río Hondo se forma por la confluencia del río Azul —conocido en Belice como Blue Creek que proviene de las sierras de Guatemala y también señala parte de la frontera entre México y Belice— y el río Bravo o Chanchich, proveniente de Belice, aunque sus fuentes también están en Guatemala. La confluencia de ambos y origen del río Hondo se da en las inmediaciones de las poblaciones de La Unión (México) y Blue Creek Village (Belice). El río continúa hacia el noreste, pasando por otras poblaciones como Subteniente López (México) y Santa Elena (Belice), hasta finalmente desembocar en la bahía de Chetumal. La ciudad de Chetumal, capital del estado mexicano de Quintana Roo y mayor ciudad de la región, se encuentra localizada muy cerca a su desembocadura.

## Composición y estructura de la ictiofauna del río Hondo
La composición y la estructura de la ictiofauna del río Hondo y la variación espacial de éstas, pudieron determinarse en función de los parámetros ambientales. Para ello, se realizaron 3 muestreos durante los meses de marzo, abril y mayo del año 2012, en 6 sitios diferentes a lo largo del transcurso del río. Los datos usados para precisar la distribución se adquirieron con la ayuda de un arpón de 58.5 cm, usado durante 2 horas de buceo libre en cada punto del río utilizado para la realización del muestreo. Para completar el catálogo de especies se emplearon redes agalleras, aparejos de pesca, nasas y anzuelos. Por otro lado, se efectuó una revisión bibliográfica y se examinó el material de la colección de peces de ECOSUR en Chetumal. La lista sistemática estaba formada por 40 especies en 33 géneros, 18 familias y 11 órdenes. La familia mejor representada fue Cichlidae, adjuntada la especie exótica Oreochromis niloticus. Los parámetros ambientales que describieron mejor la alteración existente entre la organización y la abundancia de los peces en el río Hondo fueron: la anchura del río, la distancia a la boca, la transparencia, la profundidad, la concentración de oxígeno disuelto y la conductividad. La correspondencia entre las especies y las variables ambientales fue alta en ambos ejes (0.89 y 0.79), por lo que ambientalmente, este río se puede zonificar en 3 partes, aunque su ictiofauna puede dividirse en 2 grupos esenciales.
El río Hondo es la mayor corriente superficial permanente de la península de Yucatán, cuyo suelo es demasiado permeable para retener el agua, que en su mayoría trasmina, formando ríos subterráneos y cenotes. Por ello el río Hondo tuvo una importancia capital en la historia de la región, como fuente de agua dulce, pero sobre todo como vía de comunicación hacia el interior del territorio, siendo básico para el desarrollo tanto del sur de Quintana Roo como del norte de Belice y, aún antes, durante la civilización maya, muestra de ello son los numerosos sitios arqueológicos que se encuentra cercanos a él.
Cabe destacar que este río se caracteriza fundamentalmente por poseer un gran porcentaje de especies endémicas procedentes de las familias Poeciliidae y Cichlidae, así como muchas otras especies marinas que habitan y viven en agua dulce. La Comisión Nacional para el Conocimiento y Uso de la Biodiversidad (Conabio) declaró a este río en 1998, como Región Hidrológica Prioritaria Núm. 110, debido a la gran diversidad biológica existente en este río. Pero a pesar de esto, el conocimiento de la diversidad íctica presente en el cauce principal de río Hondo, se ha acortado en gran medida a listas faunísticas que en su conjunto forman 38 especies hasta el momento existente, pero sin especificar cómo está conformada la estructura de la propia comunidad pecera. La mayoría de los trabajos realizados durante el estudio comentado anteriormente, se centraron en muestrear en las partes más superficiales del río, lo cual permitió alcanzar registros de tallas y especies pequeñas, descartando las grandes, las cuales son especies de gran importancia pesquera para esta zona.
Por otro lado, a pesar de que se han realizado numerosos estudios que testifican algunos datos sobre los parámetros ambientales de río Hondo, ninguno de ellos ha analizado completamente la relación existente entre estas variables ambientales y la composición y abundancia de los peces que lo habitan. Debido a su importancia para el desarrollo de la región, el río Hondo es mencionado en una estrofa del Himno Nacional de Belice, Land of Free:

Our fathers, the Baymen, valiant and bold
Drove back the invader; this heritage hold
From proud Rio Hondo to old Sarstoon,
Through coral isle, over blue lagoon

## Cruces fronterizos
- Puente Internacional Subteniente López
- Puente Internacional Chac-Temal